# Варшавский зоопарк
Варшавский зоопарк (пол. Ogród Zoologiczny w Warszawie) — зоологический сад в дзельнице Прага Пулноц в Варшаве, Польша. Открыт в 1928 году на площади в 12 гектаров с 500 видами животных. Ныне его площадь составляет около 40 гектаров. По состоянию на 31 декабря 2011 года, зоопарк содержит 3566 животных, представителей 553 видов, из которых 717 млекопитающих (67 видов), 951 птица (198 видов), 316 рептилий (86 видов), 354 земноводных (30 видов), 1062 рыбы (83 вида), 166 беспозвоночных (89 видов) и 310 лабораторных животных (2 вида). С 2009 года директором зоопарка является Анджей Крушевич.
Варшавский зоопарк входит в Европейскую ассоциацию зоологических садов вместе с 10 другими крупнейшими зоопарками Польши, которые отвечают стандартам и требованиям EAZA — во Вроцлаве, Торуни, Плоцке, Познани, Ополе, Гданьске, Лодзи, Кракове, Хожуве и Замостье. Варшавский зоопарк входит в список памятников Варшавы с регистрационным номером 1434-А с 3 июля 1990 года.

## История
Предыстория Варшавского зоопарка начинается со зверинца в Вилянуве-Морысине, основанного королём Яном III Собеским. Небольшой зоопарк на улице Кошиковой был открыт 10 июля 1926 года Мечиславом Панговским. Он занимал площадь около 0,75 га. В нём содержались бурые медведи, лемуры, обезьяны, крокодилы, кенгуру, дикобразы, агути и много экзотических видов птиц. Одновременно с ним, совместными усилиями нескольких учителей, был открыт небольшой зоопарк на улице Багатель. Оба зоологических сада пользовались большой популярностью у жителей Варшавы. Через год, зоопарк на улице Кошикова переехал на аллею 3 мая, увеличив площадь в 10 га, но затраты на техническое обслуживание были настолько высокими, что он вскоре пришёл в упадок.
14 июня 1927 года городская управа приняла решение создать муниципальный Зоологический сад в Праге. Торжественное открытие состоялась 11 марта 1928 года. Первым директором Варшавского зоопарка был назначен Венантий Бурдзиньский, бывший директор и основатель зоопарка в Киеве. Здесь разместили животных из разорившегося зоологического сада Мечислава Панговского и других мелких зверинцев. Следующим директором зоопарка стал известный польский зоолог и писатель Ян Жабинский.

### Вторая мировая война
Во время Второй мировой войны персонал, по соображениям безопасности, был вынужден убить хищников и взрослых слонов. Много животных погибли во время бомбардировок Варшавы. Другие, признанные нацистами «ценными», были депортированы в Германию, а «не ценные», расстреляны. Таким образом директор Ян Жабинский спас часть животных от смерти, договорившись со старым другом, профессором Лутцем Хеком, директором Берлинского зоопарка, который обещал вернуть их после войны. Однако животные были распределены не только в Берлин, но и в другие зоопарки Третьего рейха. В период оккупации нацистами Варшавы на территории опустевшего зоологического сада действовала свиноферма, а также были укрыты более 300 евреев из Варшавского гетто. В 2017 году эти события легли в основу фильма «Жена смотрителя зоопарка», режиссёра Ники Каро.

### Восстановление
Решение восстановить зоопарк было принято в 1946 году. В июле 1948 года зоопарк был снова открыт для публики с 150 животными, в основном из частных зверинцев. В 1978 году здесь уже содержалось около 2000 животных 380 видов. В 1970—1978 годы посещаемость зоологического сада составила около 900 000 посетителей в год. В следующее десятилетие его территория была значительно благоустроена. В 1997 году был открыт современный серпентарий. 2 мая 2003 года открыты благоустроенные вольеры слонов и носорогов. В 2006 году были открыты павильон для беспозвоночных и вольер для ягуаров. И наконец, в 2008 году вольер для обезьян — горилл и шимпанзе. 10 марта 2010 года состоялось торжественное открытие нового павильона для гиппопотамов и акул.